# Lijst van bergen in Bolivia

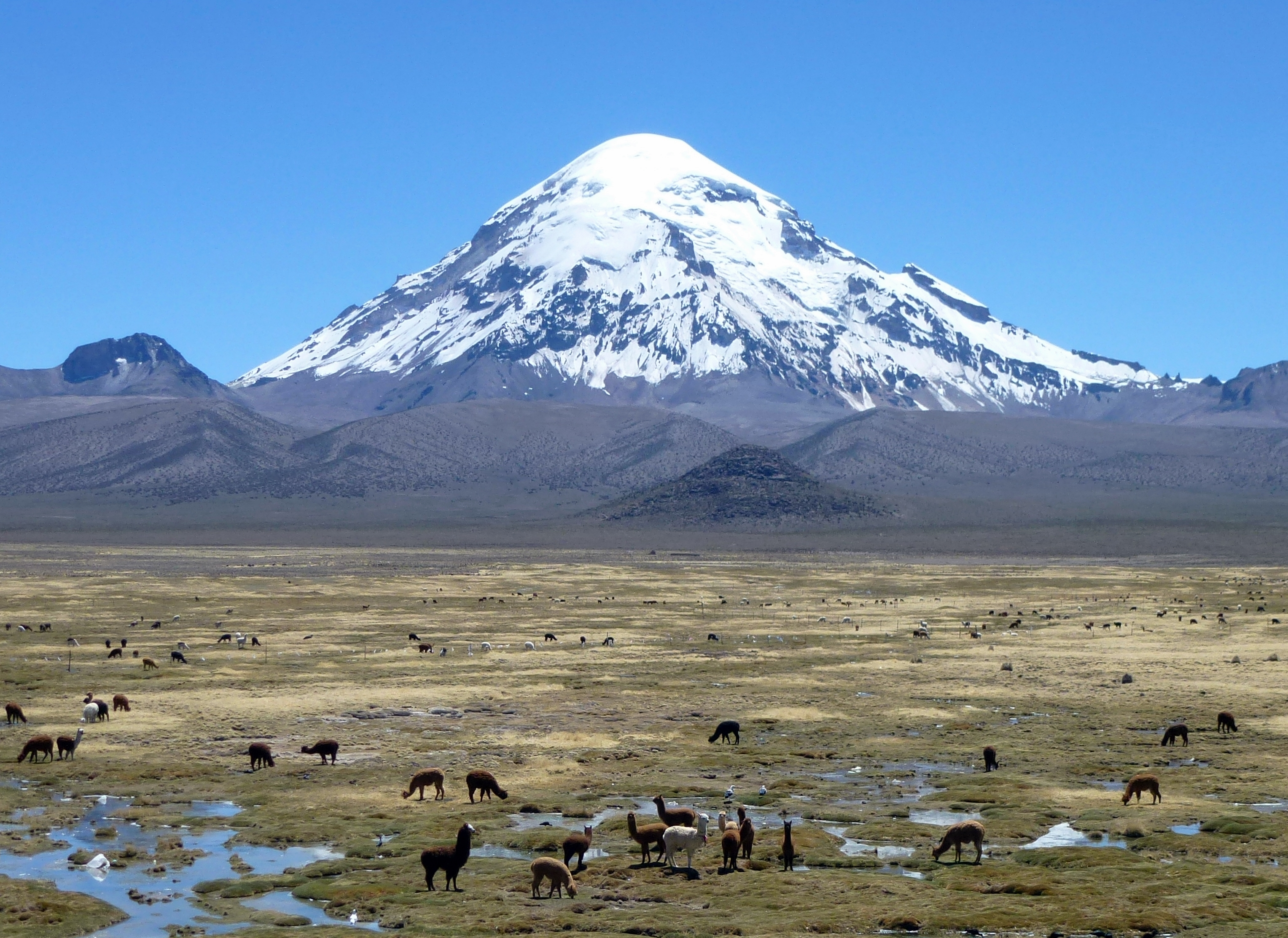
Nevado Sajama

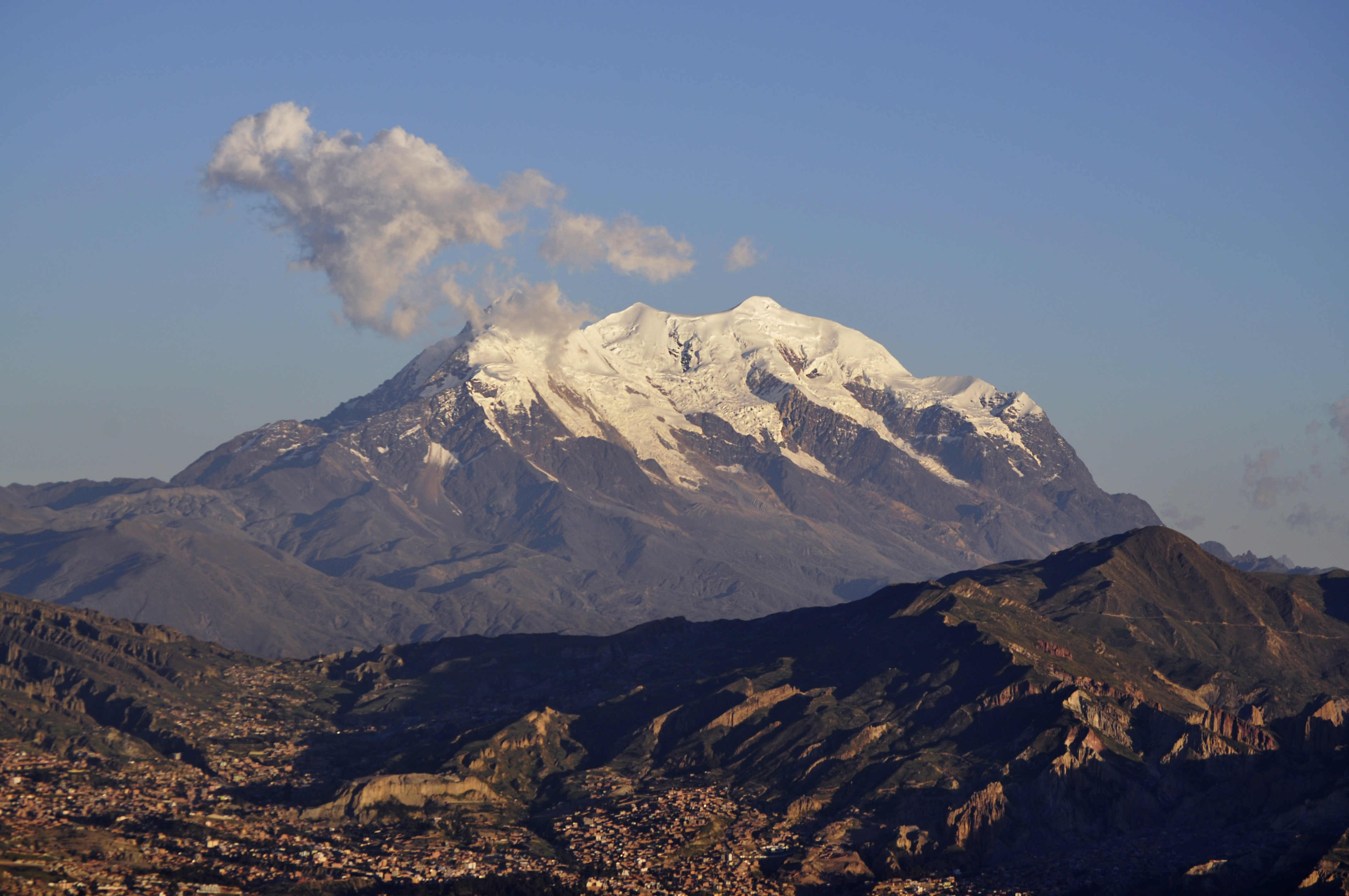
Illimani

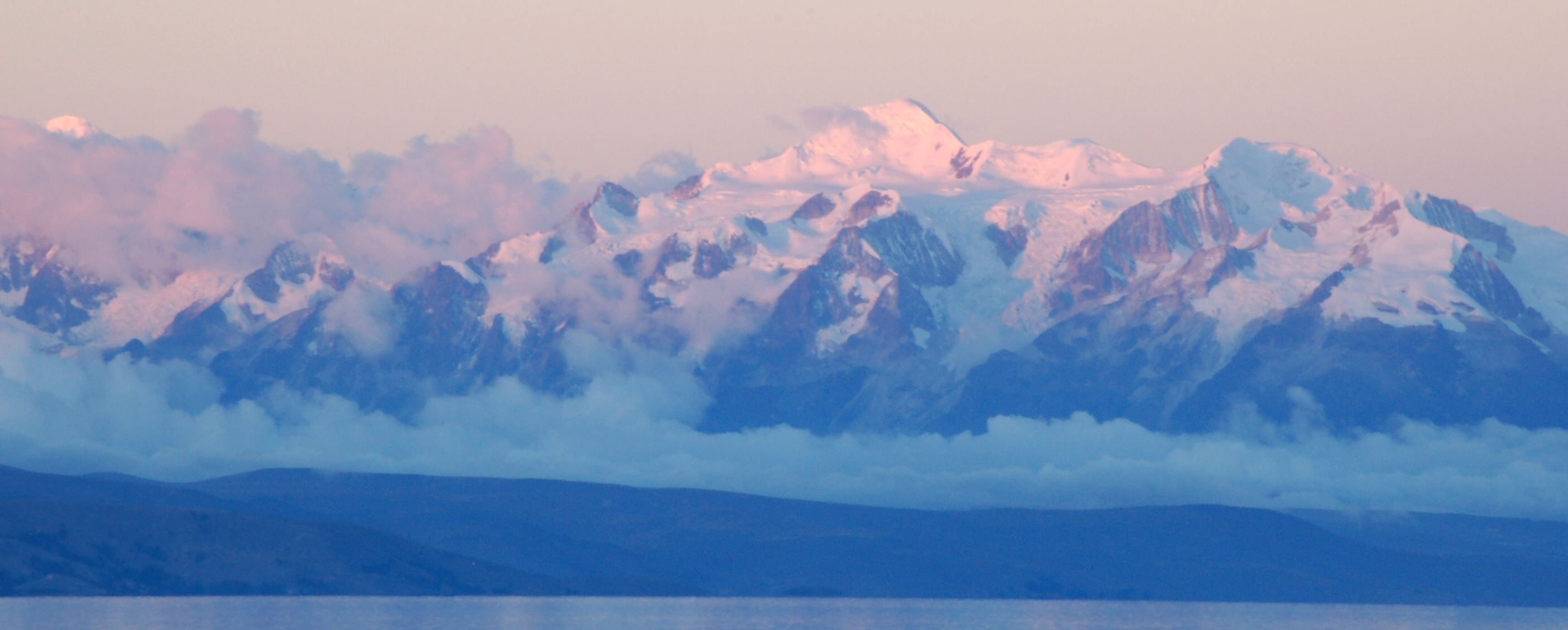
Ancohuma

Dit is een lijst van bergen in Bolivia.
| Naam van de berg                     | Hoogte  | Gebergte                    | Departement                  |
| ------------------------------------ | ------- | --------------------------- | ---------------------------- |
| Nevado Sajama                        | 6.542 m | Cordillera Occidental Andes | Oruro                        |
| Illimani                             | 6.438 m | Cordillera Real Andes       | La Paz                       |
| Ancohuma                             | 6.427 m | Cordillera Real Andes       | La Paz                       |
| Parinacota                           | 6.342 m | Cordillera Occidental Andes | Oruro (Grens Bolivia/Chili)  |
| Illampu                              | 6.331 m | Cordillera Real Andes       | La Paz                       |
| Huayna Potosi                        | 6.088 m | Cordillera Real Andes       | La Paz                       |
| Cerro Acotango                       | 6.052 m | Cordillera Occidental Andes | Oruro (Grens Bolivia/Chili)  |
| Uturuncu I                           | 6.008 m | Cordillera de Lípez Andes   | Potosí                       |
| Uturuncu II                          | 5.930 m | Cordillera de Lípez Andes   | Potosí                       |
| Licancabur                           | 5.916 m | Cordillera Occidental Andes | Potosí (Grens Bolivia/Chili) |
| La Cabeza de Condor Nevado Condoriri | 5.648 m | Cordillera Real Andes       | La Paz                       |
| Sirk'i Qullu                         | 5.546 m | Cordillera Real Andes       | La Paz                       |
| Pequeño Alpamayo                     | 5.425 m | Cordillera Real Andes       | La Paz                       |
| Sacabaya                             | 4.215 m | Andes                       | Oruro                        |